# Otton II de Montferrat
 (août 2019).
Si vous disposez d'ouvrages ou d'articles de référence ou si vous connaissez des sites web de qualité traitant du thème abordé ici, merci de compléter l'article en donnant les références utiles à sa vérifiabilité et en les liant à la section « Notes et références ».
Otton II de Montferrat de la famille des Alérame (Aleramici) (né v. 1015 au Piémont – mort le 20 novembre 1084) fut marquis de Montferrat dans la seconde moitié du XIe siècle, succédant à son père Guillaume III de Montferrat à la mort de celui-ci en 1042.

## Biographie
Otton est le fils de Guillaume III et de Waza, il naît en Piémont vers 1015.
On sait peu de chose sur lui, il est cité avec certitude dans un document de 1040. Il règne conjointement avec son frère cadet Henri de Montferrat qui meurt vers 1045. 
Le nom de son épouse n'est pas connu. Il a deux fils Guillaume IV et Henri (ou Arrigo), dont descendent les marquis d'Occimiano. 
Otton II meurt le 20 novembre 1084, son fils Guillaume lui succède.